# Sundsvalls centralstation
Sundsvalls centralstation – stacja kolejowa w Sundsvall, w regionie Västernorrland, w Szwecji. Leży na Landsvägsallén w centrum Sundsvall. Stacja została zaprojektowana przez Folke Zettervalla i została otwarta 17 grudnia 1925.
Sundsvalls centralstation leży na Mittbanan, Ostkustbanan i Ådalsbanan.

## Linie kolejowe
- Mittbanan
- Ostkustbanan
- Ådalsbanan